# Deliklikaya (Arnavutköy)
Deliklikaya est un quartier du district d'Arnavutköy, sur la rive européenne de la province d'Istanbul.